# Stephen Franckevich
Stephen William Franckevich, född 7 januari 1954 i Yonkers, New York, död 28 november 2011 i Beaufort, North Carolina, var en amerikansk jazzmusiker (trumpetare och sångare).
Under 1970-talet spelade Franckevich tillsammans med bland annat Lionel Hampton och Blood, Sweat & Tears och var en tid medlem i Mahavishnu Orchestra. Han var under en period bosatt i Sverige; han medverkade som trumpetare på jazzbandet Soffgruppens album Greatest Sits (1975), gruppen Sundances självbetitlade album (1976), på Family Fours album Versatility (1976), på Monica Törnells album Bush Lady (även producent, 1977) och på Lennart Åbergs album Partial Solar Eclipse (1978). Han var senare verksam i bland annat Spanien, där han medverkade på Miguel Angel Chastang Quintets album Viriato Blue (1983).